# 混合路权轨道

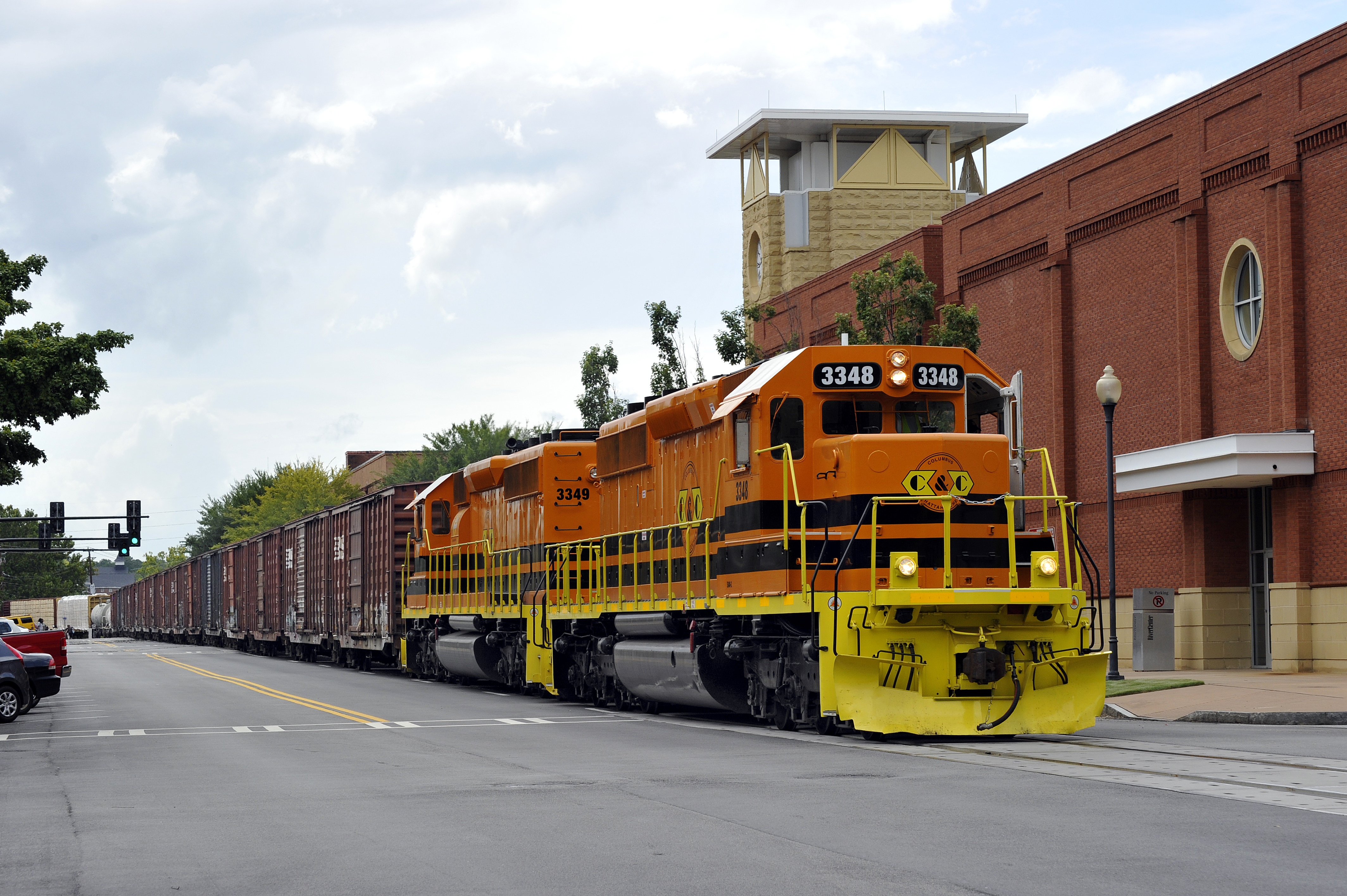
行驶在城市道路上的火车

在轨道交通中，混合路权是指轨道埋在道路铺面之下，允许轨道车辆与道路车辆或行人混行的路权方式。

## 结构

### 钢轨
为了便于与路面衔接，混合路权路段常采用在钢轨上设置的轮缘槽的槽型轨，槽型轨亦可起到护轨的作用，防止车辆脱轨。

### 道床
为了与其它交通方式共享道路资源，混合路权的路段需采用埋入式无砟轨道结构。常见的道床结构有道床板埋入式轨道结构、预制槽口板式轨道结构、承轨台式轨道结构，在特殊地段还可采用桥梁轨道一体化或路基轨道一体化等轨道结构:2。

### 铺面
混合路权轨道常用的铺面种类包括沥青混凝土铺面、花岗岩块石铺面、钢框架钢筋混凝土板块铺面等。

## 应用

### 有轨电车
混合路权是有轨电车线路常见的路权形式之一。铺设混合路权轨道对车道利用率高，改造成本低，适用于道路资源紧张、改造条件受限及对速度与准点率要求不高的线路。

### 铁路
在美国、日本等国家，部分铁路路段采取混合路权模式，火车可驶入城市道路。